# 特里同喷泉 (纽伦堡)
特里同喷泉（Tritonbrunnen）是纽伦堡老城区保存的唯一巴洛克式喷泉（在1934年纳粹拆除海神喷泉之后）。它位于拉长的马克斯广场（其轮廓仍然可以辨识出巴洛克式广场的特征，其中心绿地在1967年被部分破坏）的中间。

## 历史
特里同喷泉由约翰·莱昂哈德·布罗米格创建于1689年。最初献给神圣罗马皇帝利奥波德一世和在莫哈茨（今天匈牙利的希克洛什）打败土耳其军队。